# Andris Nelsons
Andris Nelsons, né le 18 novembre 1978 à Riga, est un chef d’orchestre letton.

## Enfance et formation
Nelsons est né à Riga. Sa mère fonde l’un des premiers orchestres de musique de Lettonie, et son père est chef, violoncelliste et professeur. Lorsqu'il a 5 ans, sa mère et son beau-père, un chef de chœur, le conduisent à une représentation du Tannhäuser de Richard Wagner, dont Nelsons parle comme d’une expérience très marquante :
« Cela eut un effet hypnotique sur moi. Je fus submergé par la musique. Quand Tannhäuser mourut je me suis mis à pleurer. Je continue de croire que ce fut la chose la plus intense qui m’arriva dans mon enfance. »
Pendant sa jeunesse, Nelsons étudie le piano et maîtrise la trompette à 12 ans. Il chante aussi en tant que baryton-basse pour l'orchestre de sa mère, et se passionne tout particulièrement pour la musique ancienne. Il suit les cours d’été de la Dartington International Summer School avec Evelyn Tubb. Il est engagé comme trompettiste dans l’orchestre de l’Opéra national de Lettonie.

## Carrière de chef d’orchestre
Nelsons étudie la direction d’orchestre avec Alexander Titov à Saint-Pétersbourg, et participe aux master classes du chef Neeme Järvi et de Jorma Panula. Il attire l’attention de Mariss Jansons quand il est appelé en urgence au poste de 1er trompette de l’Orchestre philharmonique d’Oslo pendant une tournée. Jansons devient son mentor, et Nelsons travaille la direction d'orchestre avec lui depuis 2002.
En 2003 Nelsons est nommé chef principal de l’Orchestre national de Lettonie et reste en poste quatre ans, jusqu’en 2007. Sa passion pour l’opéra le conduit à sa première au Metropolitan Opera en octobre 2009, dans une production de Turandot. En juillet 2010, Nelsons fait ses débuts au festival de Bayreuth en supervisant pour la soirée d’ouverture une nouvelle production de Lohengrin de Wagner.
En 2006, Nelsons est élu, puis réélu en 2008, chef principal de la Nordwestdeutsche Philharmonie de Herford, mais démissionne à la fin de la saison 2009/2010. Au Royaume-Uni il dirige à Manchester au studio de la BBC, et donne son premier concert avec le BBC Philharmonic au Bridgewater Hall en novembre 2007. En octobre 2007 le City of Birmingham Symphony Orchestra (CBSO) élit Nelsons directeur artistique et chef principal pour un mandat de trois ans. Ce choix est assez inhabituel, car il n'avait dirigė le CBSO qu’en concert privé et pour un enregistrement, sans concert public. En juillet 2009, son contrat avec le CBSO est reconduit jusqu’en 2014.  En août 2012, il est rengagé jusqu’en 2015.  
Avec le CBSO, Nelsons enregistre des œuvres du répertoire de Tchaikovsky,, Richard Strauss et Stravinsky pour la maison de disques Orfeo. Séparément du CBSO, Nelsons a également enregistré pour le label allemand BR-Klassik.
À partir de la saison 2014-2015, Andris Nelsons assume la charge de directeur musical du Boston Symphony Orchestra. Il est renouvelé à ce poste en 2015, jusqu'en 2022.
En septembre 2015 il est désigné chef permanent de l'Orchestre du Gewandhaus de Leipzig. Il prend officiellement ses fonctions pour la saison 2017/2018,.
Le 1er janvier 2020, il dirige le concert du Nouvel An à Vienne avec l'Orchestre philharmonique de Vienne. La même année, son contrat à la tête de l'Orchestre du Gewandhaus est prolongé de cinq ans, jusqu'en 2027.
Pour le festival de Pâques de Salzbourg en 2023, il dirige Tannhäuser pour trois séances, reprise de la mise en scène de Roméo Castellucci, avec la prise de rôle de Jonas Kaufmann dans le rôle-titre et celle de Marlis Petersen dans celui d'Elisabeth, puis le Deutsches Requiem de Brahms avec Julia Kleiter et Christian Gerhaher, avec son Gewandhausorchester pour le premier festival du nouveau mandat du directeur Nikolaus Bachler. 
En 2024, il prolonge son aventure de directeur musical de l'Orchestre symphonique de Boston, en signant un contrat à durée indéterminée, et devient responsable de la direction d’orchestre du centre culturel de Tanglewood, où l'orchestre se produit durant la saison estivale et propose des stages et classes de maître pour de jeunes chefs. 

## Vie personnelle
De 2011 à son divorce en 2018, Nelsons est marié à la chanteuse lyrique Kristīne Opolais, une soprano lettone. Ils se sont rencontrés durant un concert de l’Orchestre de l’opéra national de Lettonie, dont elle était membre. Plus tard elle devint soliste du Grand Chœur de l’opéra. Leur seule enfant, Adriana Anna, naît le 28 décembre 2011.